# Moonbi

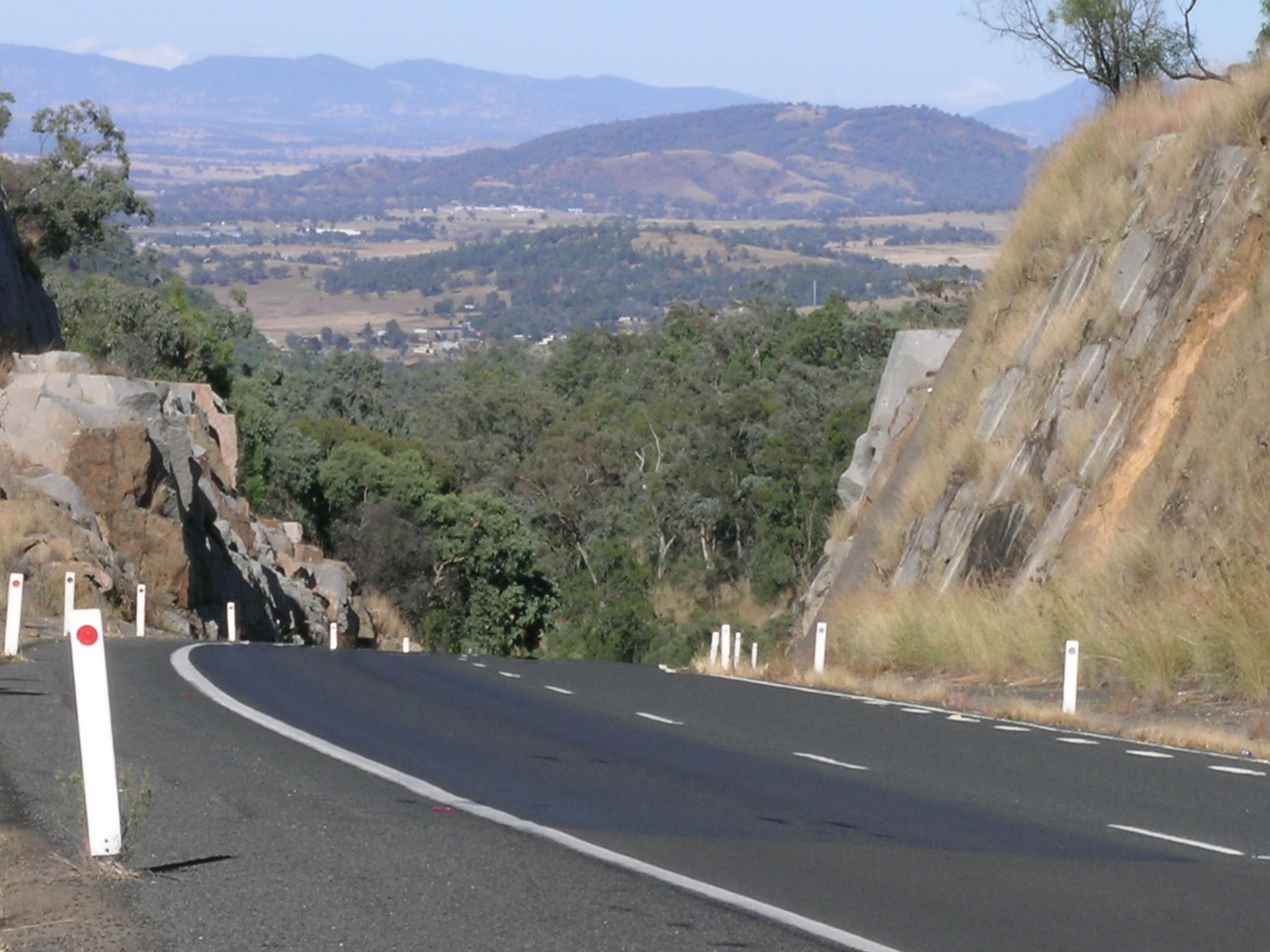
Dolina Moonbi

Moonbi – miasto w Australii, w stanie Nowa Południowa Walia.